# Miles Davis Volume 2
Miles Davis Volume 2 – album nagrany w 1953 r. przez Milesa Davisa na drugiej sesji dla firmy nagraniowej Blue Note i wydany w 1955 roku.

## Historia i charakter albumu
Album ten powstał z nagrań dokonanych na drugiej sesji dla firmy Blue Note. Sesja pierwsza odbyła się w maju 1952 r., a sesja trzecia w marcu 1954 r. Zostały one wydane na Miles Davis Volume 1.
Album ten utrzymany jest raczej w szybkim tempie.
Oryginalny album zawierał sześć utworów umieszczonych na 10-calowej płycie. Pięć alternatywnych nagrań dodano do wznowień.

## Muzycy
Sekstet
- Miles Davis – trąbka
- Jimmy Heath – saksofontenorowy
- J.J. Johnson – puzon
- Gil Coggins – pianino
- Percy Heath – kontrabas
- Art Blakey – perkusja

## Lista utworów
Oryginał (10-calówka)
| 1. | Kelo             | 3:20  |
|    |                  |       |
| 2. | Enigma           | 3:25  |
|    |                  |       |
| 3. | Ray's Idea       | 3:46  |
|    |                  |       |
| 4. | Tempus Fugit     | 3:53  |
|    |                  |       |
| 6. | I Waited for You | 3:31  |
|    |                  |       |
|    |                  | 17:55 |
|    |                  |       |
Wznowienie (cd)
| 1. | Kelo (wersja alternatywna)         | 3:27  |
|    |                                    |       |
| 2. | Enigma (wersja alternatywna)       | 3:27  |
|    |                                    |       |
| 3. | Ray's Idea (wersja alternatywna)   | 3:53  |
|    |                                    |       |
| 4. | Tempus Fugit (wersja alternatywna) | 4:01  |
|    |                                    |       |
| 5. | C.T.A. (wersja alternatywna)       | 3:18  |
|    |                                    |       |
|    |                                    | 18:06 |
|    |                                    |       |

## Opis płyty
Oryginał
- Producent – Alfred Lion
- Nagranie – 20 kwietnia 1953 r.
- Studio – WOR Studios, Nowy Jork
- Inżynier – Doug Hawkins
- Wydanie – 1955
- Czas – 37 min. 37 sek.
- Firma nagraniowa – Blue Note
- Numer katalogowy – BP 1502

Wznowienie
- Firma nagraniowa – Manhattan Records, oddział Capitol Records
- Producent – Michael Cuscuna
- Transfer cyfrowy (cd) – Yoshio Okazaki i Ron McMaster
- Numer katalogowy – B2-81502
- Rok wznowienia – 1988